# Thélis-la-Combe
Thélis-la-Combe – miejscowość i gmina we Francji, w regionie Owernia-Rodan-Alpy, w departamencie Loara.
Według danych na rok 1990 gminę zamieszkiwało 136 osób, a gęstość zaludnienia wynosiła 9 osób/km² (wśród 2880 gmin regionu Rodan-Alpy Thélis-la-Combe plasuje się na 1485. miejscu pod względem liczby ludności, natomiast pod względem powierzchni na miejscu 765.).